# Chronik der Stadt München/1501–1600
Diese Liste ist eine Teilliste der Chronik der Stadt München. Sie listet Ereignisse der Geschichte Münchens aus dem 16. Jahrhundert auf.

## 1519
- Fertigstellung des Roten Turms

## 1525
- erste urkundliche Erwähnung des Lehels als „auf den lehen“

## 1530
- Kaiser Karl V. besucht München auf seinem Weg zum Augsburger Reichstag

## 1557
- Orlando di Lasso kommt nach München

## 1597
- 6. Juli: Einweihung der Michaelskirche